# Années 510 av. J.-C.
Les années 510 av. J.-C. couvrent les années de 519 av. J.-C. à 510 av. J.-C.

## Événements

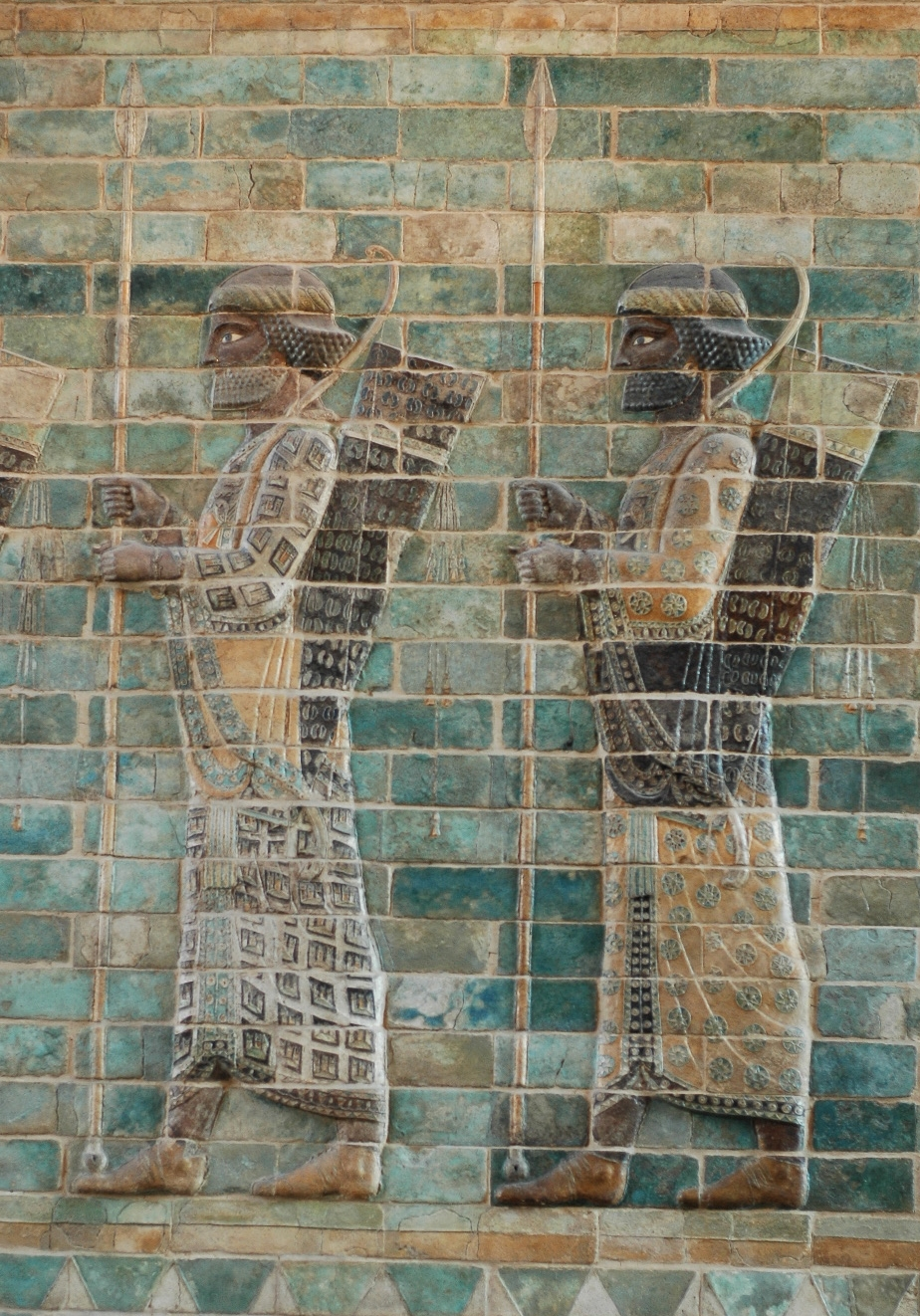
Lancier, détail de la frise des archers du palais de Darius à Suse. Briques siliceuses à glaçure, vers 510 av. J.-C. conservé au Musée du Louvre.

- 520 av. J.-C. : Darius Ier, débarrassé de ses ennemis et reconnu roi par tout le Proche-Orient réorganise l’empire achéménide : il remodèle le système administratif sur le modèle assyrien, augmente le nombre des satrapes tout en diminuant leurs pouvoirs, en leur adjoignant des gouverneurs militaires, des collecteurs d’impôts, et des inspecteurs dépendant du palais. Il crée un vaste réseau de routes, impose une loi commune et un système monétaire unique, la darique d’or[1]. L’impôt devient obligatoire dans l’Empire perse (sous Cyrus, les sujets contribuaient à l’entretien de l’État par des dons ou des tributs à leur convenance) et son versement doit se faire en métaux précieux. C’est sur l’agriculture que pèse essentiellement le poids des impôts.

- 520-515 av. J.-C. : les Juifs rentrés en Palestine, sous la suzeraineté des Perses, entament la reconstruction du temple de Jérusalem. 40 000 Juifs exilés sont conduits par le prêtre Josué et le prince de Juda Zorobabel, nommé « gouverneur de Juda », qui rétablissent l’autel sur les fondations du temple et le déroulement normal des sacrifices et des fêtes. Encouragés par les prophètes Aggée (août-décembre 520 av. J.-C.) et Zacharie (novembre 520/novembre 518 av. J.-C.), témoins de l’agitation religieuse et du zèle pour le temple animant les rapatriés, ils reprennent la reconstruction du temple qui est achevé en février-mars 515 av. J.-C. Les exilés qui restent en Babylonie constitueront la première Diaspora (dispersion). Le mouvement de retour en Judée se poursuit jusque dans le courant du IVe siècle[3],[2].

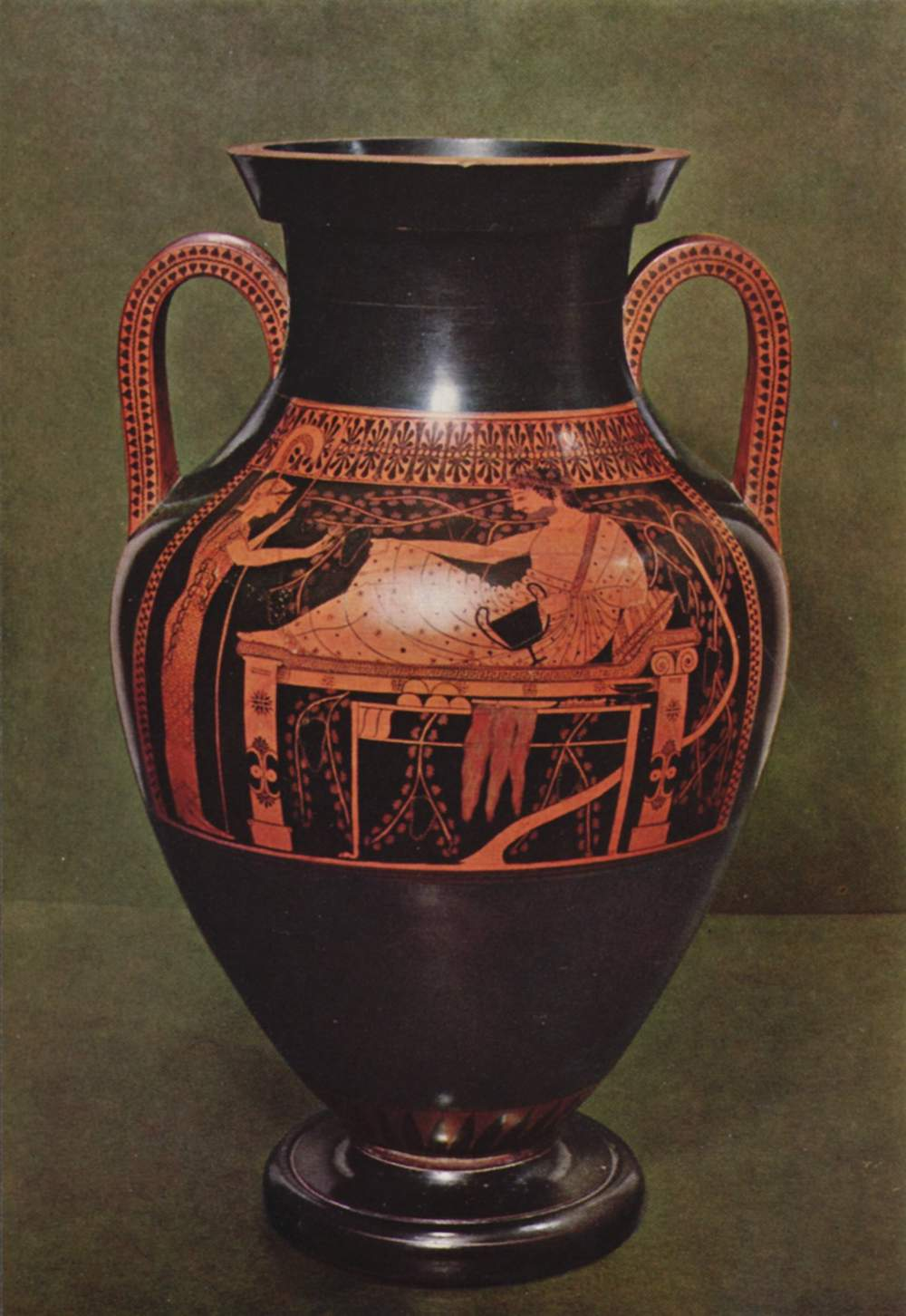
Héraclès au repos, amphore du Peintre d'Andokidès, v. 520 av. J.-C., Staatliche Antikensammlung de Munich.

- 520−488 av. J.-C. : règne de Cléomène Ier, roi de Sparte, succédant à son père Anaxandridas II avec Démarate comme collègue (515-491 av. J.-C.)[4].
- 520 av. J.-C. : règne de Zhou Daowang, treizième roi des Zhou Orientaux en Chine[5]. Il est assassiné le 12 novembre 520 av. J.-C., par son frère le prince Chao.
- 519-477 av. J.-C. : règne de Zhou Jingwang, quatorzième roi des Zhou Orientaux en Chine[5].
- 519 av. J.-C. :
  - Darius Ier reprend le contrôle de la Lydie et de l’Ionie après la mort du satrape de Sardes rebelle Oroitès, tué sur son ordre par ses gardes par une ruse de son envoyé Bagaios. Artapherne le remplace comme satrape de Lydie[6]. Otanès s’empare de Samos. Chios et Lesbos se soumettent à la domination perse[7].
  - Les Ioniens de Platée, conseillés par Sparte, quittent la confédération thébaine pour se mettre sous la protection d’Athènes[8].
  - sermon de Bénarès, exposé de la révélation qu’a eue le Bouddha (date présumée)[9]. L’idée essentielle est que tous les êtres vivants transmigrent sans fin d’une existence à une autre, passant par des états divers, en fonction de leurs actes antérieurs. La doctrine primitive est exprimée dans les quatre « saintes Vérités », exprimées dès le premier sermon : la Vérité de la douleur, la Vérité de l’origine de la douleur, la Vérité de la cessation de la douleur et la Vérité de la voie qui mène à la cessation de la douleur.

- 518 av. J.-C. :

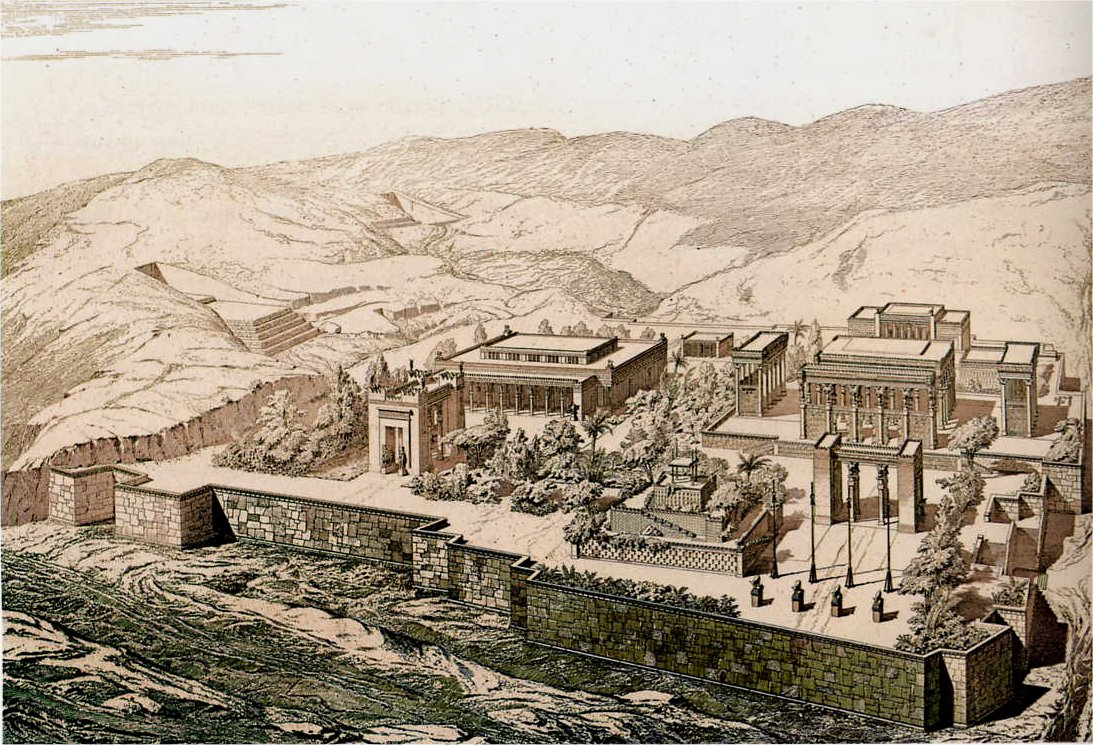
Persépolis, par Charles Chipiez (1884). Les grands travaux entrepris par Darius Ier à Suse et à Persépolis, ne sont pas seulement destinés à glorifier le Grand Roi. Darius cherche à réunir tous les peuples de l’empire dans une réalisation commune, de façon à cimenter ses diverses composantes. L’empire apparaît au faîte de sa puissance. Mais les forces de désagrégation et les tendances autonomistes se réveillent à tout moment comme le montrent les différentes révoltes. Il n’y a pas donc d’assimilation dans un ensemble unique. À l’idéal de justice, d’universalité et d’harmonie proposé par Cyrus a succédé une centralisation à outrance et un despotisme qui se moule dans les vieilles traditions orientales.

  - début de la construction de Persépolis (Parsa, 518-460)[11].
  - construction de la route royale perse qui unit Sardes à Suse avec des relais de poste organisés[12].

- - à la fin de l’été, Darius Ier se déplace en Égypte et restaure le satrape Aryandès, renversé par une révolte. Pendant son séjour, Darius achève la construction du canal du Nil à la mer Rouge[15].
- 518-515 av. J.-C. : Darius Ier lance une expédition vers la vallée de l’Indus. Elle occupe le Nord-Ouest de l’Inde. Le Pendjab et le Sind forment la vingtième satrapie jusqu’en 330 av. J.-C.[16].
- Vers 517 av. J.-C. : expédition du grec Scylax de Caryanda, envoyé par Darius explorer le cours de l’Indus[17]. Il descend le fleuve, puis navigue sur l’Océan Indien et sur la Mer Rouge jusqu’à Suez. De nombreux Grecs au service des Perses, la plupart Ioniens, s’installent en Inde.
- 516/515 av. J.-C. : Miltiade est chargé de l’administration de la Chersonèse de Thrace, où il succède à son frère Stésagoras, lui-même ayant succédé à leur oncle Miltiade l'Ancien[18].

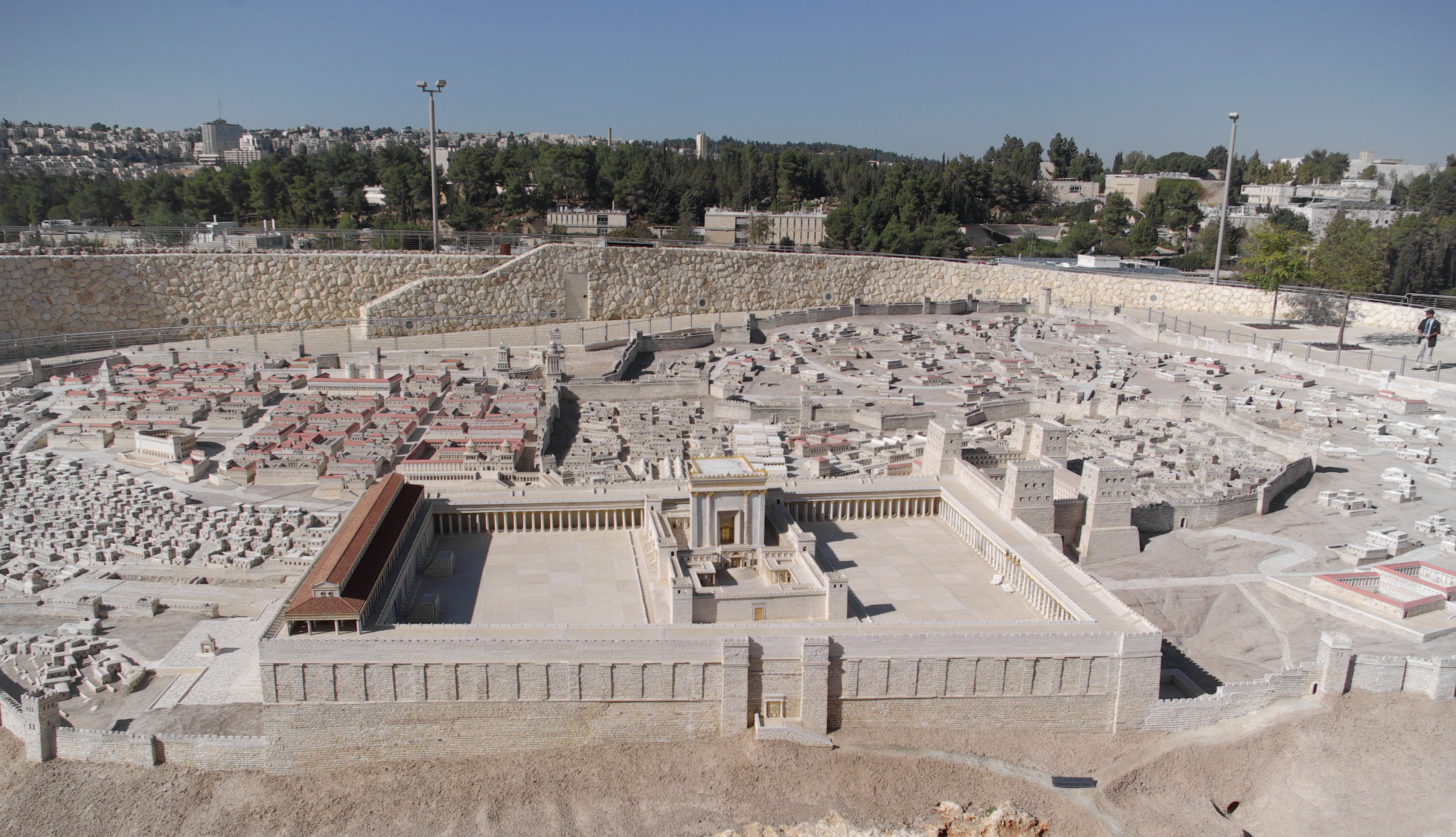
Maquette du Second Temple de Jérusalem.

- 12 mars 515 av. J.-C. : achèvement du second Temple de Jérusalem, qui est inauguré à l’occasion de la Pâque. Le peuple juif tente de nommer roi de Juda Zorobabel, descendant de David. Darius Ier s’y oppose. Hananah (ou Hananyah), semble avoir succédé à son père Zorobabel comme gouverneur de Judée. Elnatan, époux de Shelomit, fille de Zorobabel, lui succède. À partir de ce moment, la charge de gouverneur échappe à la lignée de David. Yehôzer et Ahzay seront gouverneurs dans la première moitié du Ve siècle av. J.-C.[2]. Début de la période du Second Temple (fin en 70).
- Vers 515 av. J.-C. :
  - destruction de la colonie grecque de Tocra en Cyrénaïque ; vers 520/510 av. J.-C., une expédition spartiate est repoussée en Tripolitaine puis battue une seconde fois en Sicile où elle avait tenté de s’installer[19].
  - frappe de monnaies à Syracuse[19].
- Vers 515-514 av. J.-C. : le satrape de Cappadoce Ariaramnès est chargé par Darius de mener une première campagne contre les Scythes d’Europe à travers la Mer Noire ; selon Ctésias, il aurait capturé Marsagetès, frère du roi « Scytharbès ». Un échange de lettres d’injures s’ensuit entre ce dernier et Darius[7].
- août 514 av. J.-C. : Hipparque, tyran d’Athènes, est assassiné par les « tyrannoctones », Harmodios et Aristogiton au cours de la fête d’Athéna. Hippias applique alors un régime de terreur[20].

Parcours supposé de la campagne de Darius contre les Scythes de la mer Noire, selon la description d'Hérodote.

- 513 av. J.-C. : expédition de Darius Ier contre les Scythes d’Idanthyrse (Scytharbès, selon Ctésias). L’armée perse passe pour la première fois les Détroits dans les environs de Chalcédoine. Darius traverse la Thrace, où il bat au sud du Danube une confédération tribale des Gètes dont c’est la première mention faite par Hérodote. Miltiade, qui accompagne l’expédition, est préposé avec les Ioniens à la garde du pont de bateaux établit sur le Danube (Istros). Darius s’enfonce dans les territoires scythes qui refusent la bataille rangée. Le Grand Roi étant en retard lors du retour de l’expédition, Miltiade propose de détruire le pont et d’abandonner Darius à son sort. Darius est sauvé dans sa retraite grâce à la fidélité des cités d’Ionie et s’embarque à Sestos pour l’Asie, laissant le commandement des troupes à Mégabaze avec pour mission de conquérir la Thrace. Histiée, « tyran » de Milet, est emmené à Suse comme conseiller de Darius. Le roi de Macédoine, Amyntas Ier, se soumet à Mégabaze[7]. La Thrace et la Macédoine restent sous domination Perse jusqu’en 479 av. J.-C..

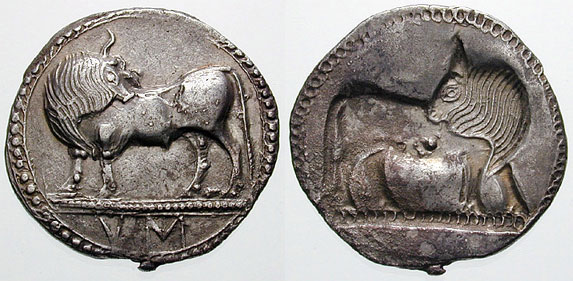
Monnaie incuse de Sybaris, nomos d'argent (550-510).

- 511-510 av. J.-C. : guerre entre Sybaris et Crotone. Sybaris déclare la guerre à Crotone qui refusait d’extrader les Sybarites, partisans de l’oligarchie et chassé par les démocrates. Crotone, à la tête d’une ligue de cités, prend Sybaris et la détruit jusqu’à modifier le cours du fleuve Crathis (actuel Crati) pour qu’il coule sur les ruines[21]. Sybaris était le seul port d’accès des Étrusques vers l’Orient (marchandises de luxe de Milet) : la destruction de la ville signifie pour eux un début d’asphyxie économique et une aggravation des conflits avec les Grecs.
- 511 av. J.-C. : échec d’une première tentative de renversement d’Hippias à Athènes[22].
- 510 av. J.-C. :
  - chute du tyran Hippias à Athènes, obtenue par la famille des Alcméonides avec l’aide des Spartiates. Il se réfugie en Perse où il sera le conseiller des Perses durant la bataille de Marathon. La famille des Alcméonides, exilée par Pisistrate, rentre à Athènes à la demande de l’oracle de Delphes. L’aristocratie triomphe. La chute d’Hippias voit ensuite s’opposer deux factions, celle d’Isagoras qui représente l’oligarchie, et qui l’emporte jusque vers 508 av. J.-C., et la faction démocratique dirigée par Clisthène[20].
  - chute de la dynastie des Orthagorides de Sicyone, à la suite d'une intervention de Sparte qui chasse le dernier tyran, Eschine, et réinstalle un régime oligarchique[23].
  - échec d’une expédition dirigée par le spartiate Dorieus contre la cité indigène d’Égeste. Lui et sa troupe s’établissent alors dans un lieu nommé Héracléa, près du mont Éryx. Il est battu et tué par un assaut combiné des Élymes et des Carthaginois. Les survivants, dirigés par Euryléon s’emparent d’Héracléa Minoa, à l’embouchure de l’Halycos, colonie de Sélinonte, aux frontières du territoire d’Agrigente[24].
  - l'année 510 marque le début de la période classique en Grèce[25].